# Bombaški napad na američke ambasade 1998.
Bombaški napad na američka veleposlanstva 1998. godine bili su niz simultanih napada na veleposlanstva SAD u Dar-es-Salaamu, glavnom gradu Tanzanije, i Nairobiju, glavnom gradu Kenije koji su se dogodili 7. kolovoza 1998. i u kojima su poginule 223 osobe. Datum napada je bio osma godišnjica razmještanja američke vojske u Saudijsku Arabiju.
Napadi su bili povezani s lokalnim pripadnicima Egipatskog islamskog džihada, doveli su Osamu bin Ladena i Aymana al-Zawahirija prvi put u žižu američke javnosti, zbog čega je FBI stavio bin Ladena na svoj popis Deset najtraženijih bjegunaca. Fazul Abdullah Mohammed se smatra glavnim organizatorom napada.